# W. Arthur Lewis
Sir William Arthur Lewis (Castries, 23 gennaio 1915 – Bridgetown, 15 giugno 1991) è stato un economista e docente santaluciano.
Inventore dell'omonimo modello, Lewis è noto per i suoi contributi nel campo dello sviluppo economico. È stato docente presso l'Università Victoria di Manchester, l'Università delle Indie occidentali – dove fu anche vicerettore – e l'Università di Princeton, oltre che rettore dell'Università della Guyana, primo presidente della Caribbean Development Bank e primo consigliere economico del Ghana, governato da Kwame Nkrumah.
Nel 1979 ha ricevuto il premio Nobel per l'economia insieme a Theodore Schultz per «le ricerche pionieristiche nello studio dello sviluppo economico, con particolare riguardo ai problemi dei paesi in via di sviluppo», diventando l'unica persona di colore a detenere un Nobel per una disciplina scientifica.

## Biografia
Nel 1954 presentò un modello per spiegare lo sviluppo industriale, ipotizzando una situazione di partenza simile a quella già presente nei Paesi arretrati: la prevalenza di manodopera sottoccupata nel settore agricolo. L'economia si poteva suddividere in 2 settori: uno stazionario, cioè l'agricoltura, e uno moderno, l'industria. Lo sviluppo inizia con un aumento della domanda di prodotti industriali, che provoca un trasferimento di forza lavoro, in esubero nel settore agricolo, da quest'ultimo al settore industriale. Dato l'eccesso di lavoratori, i salari sono molto bassi e quindi le imprese hanno un notevole profitto, che viene poi reinvestito nelle aziende. Finché c'è un eccesso di manodopera il processo di accumulazione degli investimenti e dei profitti procede nel settore industriale.
Nel 1979 ha ottenuto il Premio Nobel per l'economia, diventando la prima persona di colore a vincere il premio per ragioni scientifiche (non considerando il nobel per la pace). Dopo la laurea e il dottorato alla London School of Economics nel 1940, Lewis insegnò all'University of Manchester. Nel 1970 divenne direttore della Caribbean Development Bank.